# Happy Hour
A Happy Hour az ausztráliai Tommy Emmanuel gitáros 2006-os albuma Jim Nichols-szal. Eredetileg Chet Lag volt a lemez címe és még két további számot is tartalmazott.

## Számok
Az összes számot Tommy Emmanuel szerezte, a kivételek fel vannak tüntetve.
1. Happy Hour
2. Nine Pound Hammer – (Merle Travis)
3. Avalon
4. Who's Sorry Now? – (Burt Kalmar, Harry Ruby, Ted Snyder)
5. Trambone – (Chet Atkins)
6. Mom's Rag
7. Lover Come Back to Me – (Oscar Hammerstein, Sigmund Romberg)
8. Birth of the Blues – (Ray Henderson, Lew Brown, Buddy DeSylva)
9. I'll See You in My Dreams – (Alan Pasqua, Mark Spiro)
10. Stompin’ at the Savoy – (Benny Goodman, Edgar Sampson, Chick Webb)
11. Sanitarium Shuffle

## Közreműködők
- Tommy Emmanuel - gitár
- Jim Nichols - gitár

## Külső hivatkozások
- Hivatalos oldal (angolul)